# Arachnocoris
Genre
Arachnocoris est un genre d'hémiptères hétéroptères de la famille des Nabidae. Les membres de ce genre sont tous néotropicaux et vivent sur des toiles d'araignées, surtout de Pholcidae en tant que cleptoparasites facultatifs. 

## Distribution
Les Arachnocoris ont une aire de répartition très vaste, s'étendant du Panama au Brésil (Venezuela et Guyane compris). Elle  inclut aussi l'arc Antillais avec ses grandes îles (Porto Rico, Hispaniola) et les plus petites dont la Guadeloupe et la Martinique.

## Écologie, biotope
Les Arachnocoris vivent en forêt dense humide, généralement à la base de gros troncs d’arbres tels que Dacryodes, Sloanea, Bombax. Les toiles d'araignées y sont installées dans des anfractuosités plus ou moins profondes que délimitent souvent des contreforts. Ces derniers sont des expansions du tronc (« buttresses » des anglophones) propres aux forêts pluviales des Tropiques, en fait des racines adventives transformées pour étayer certains arbres à enracinement superficiel. Lieu de prospection idéal pour les zoologistes, les anfractuosités représentent des niches écologiques particulières où la pénombre, l’humidité intense et la stagnation de l’air créent un microclimat éminemment favorable à de nombreux animaux sédentaires, aux araignées en particulier, à l’installation de leurs toiles, des commensaux, des cleptoparasites, ainsi qu'aux proies qui s’y aventurent (Lopez, 1984,1990 ; Nentwig, 1993).. Les Pholcidae y sont particulièrement fréquents. 

## Araignées hôtes
À l'exception de Velidia berytoides (île de Grenada), tous les Arachnocoris décrits ont été récoltés sur des toiles d'araignées, "living en famille -en français dans le texte- with colonies of spiders" selon O.Pickard Cambridge (in Scott, 1881 et Myers, 1925).  La plupart des espèces  dont l'hôte est connu, notamment aux Antilles, parasitent surtout des Pholcidae dont l'endémisme insulaire serait élevé (Huber 2000). Ces araignées  construisent des toiles en nappes horizontales favorables à l'installation des Nabinae (Lopez, 1990,1997; Sewlal and Star 2008, 2009; Mercado and Santiago-Blay 2015). Dans le cas d'Arachnocoris trinitatis, il s'agirait de Mesabolivar aurantiacus et de Coryssocnemis simla (Sewlal & Starr, 2008,2009), et dans celui  d'A.karukerae (Guadeloupe), de Mecolaesthus taino. Selon Myers (1925), Arachnocoris albomaculatus serait  hébergé par des araignées d'autres familles : Micrathena (Acrosoma) (Araneidae), Uloborus (Uloboridae) et Tidarren (Theridion) forda (Theridiidae). Dans cette dernière famille, Lopez signale qu'Anelosimus eximius, de Guyane, est l'hôte d'un Arachnocoris sp.

## Description
Les caractères génériques  ont été décrits pour la première fois par Scott (1881) d’après son Arachnocoris albomaculatus

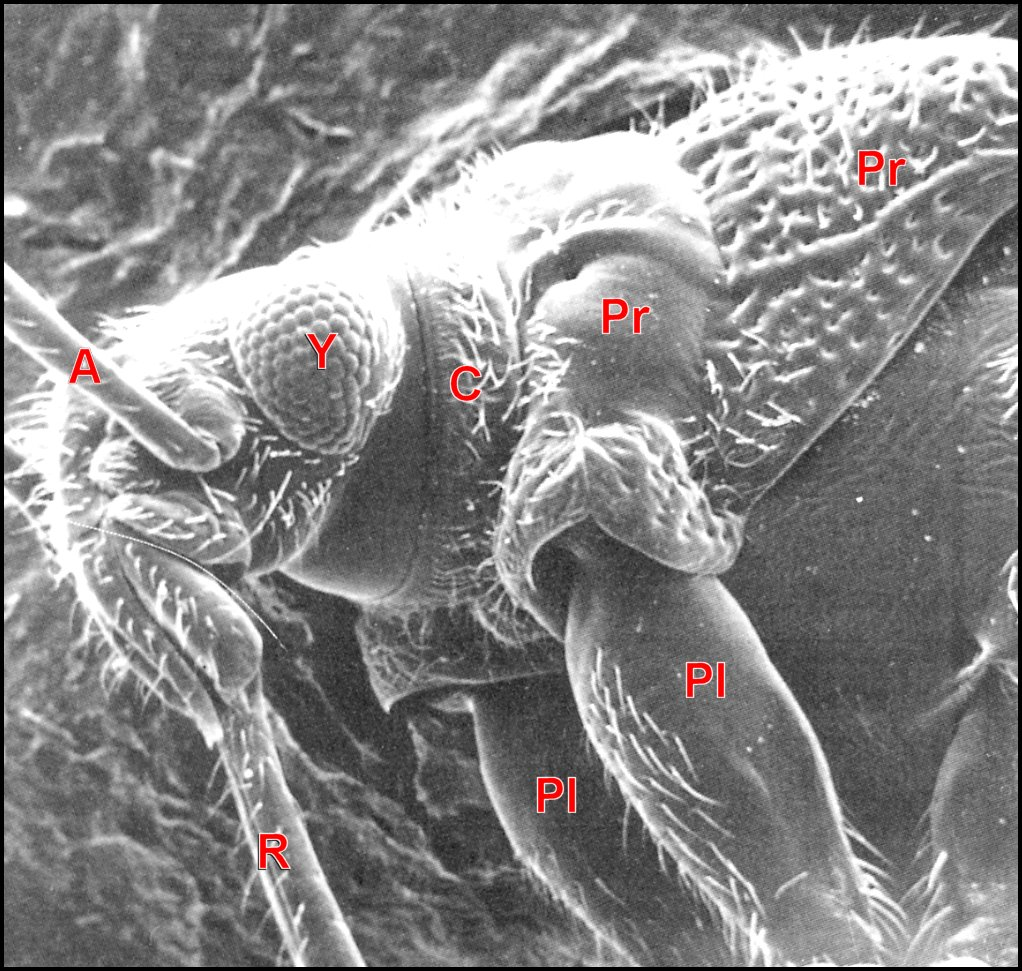
Fig.1 - Vue de profil d'Arachnocoris karukerae. M.E.B.

Il s'agit d'insectes petits (jusqu’à 6 mm), élancés, grêles et pourvus de longues pattes. La tête (Fig.1 à 3) est libre, courte, prognathe, prodéclive, 2)subcarrée, à 5 faces. Les antennes sont grêles filiformes, de 4 articles, le premier de ces antennomères étant le plus court et le troisième le plus long, plus ou moins  annelées de noir, blanc ivoire, gris, jaune ou rouge. Les yeux composés sont semiglobuleux. Deux petits ocelles postérieurs. Le rostre atteint l’extrémité postérieure du métasternum et présente 4 articles dont le 3eme est le plus long.

La partie antérieure du thorax montre un pronotum fortement défléchi vers la tête, s’y rétrécissant en collier ou collum et un lobe postérieur deux fois plus long qu’elle, concave au-dessus du scutellum. Ce dernier triangulaire, plus long que large à sa base, très pointu à l’apex. 

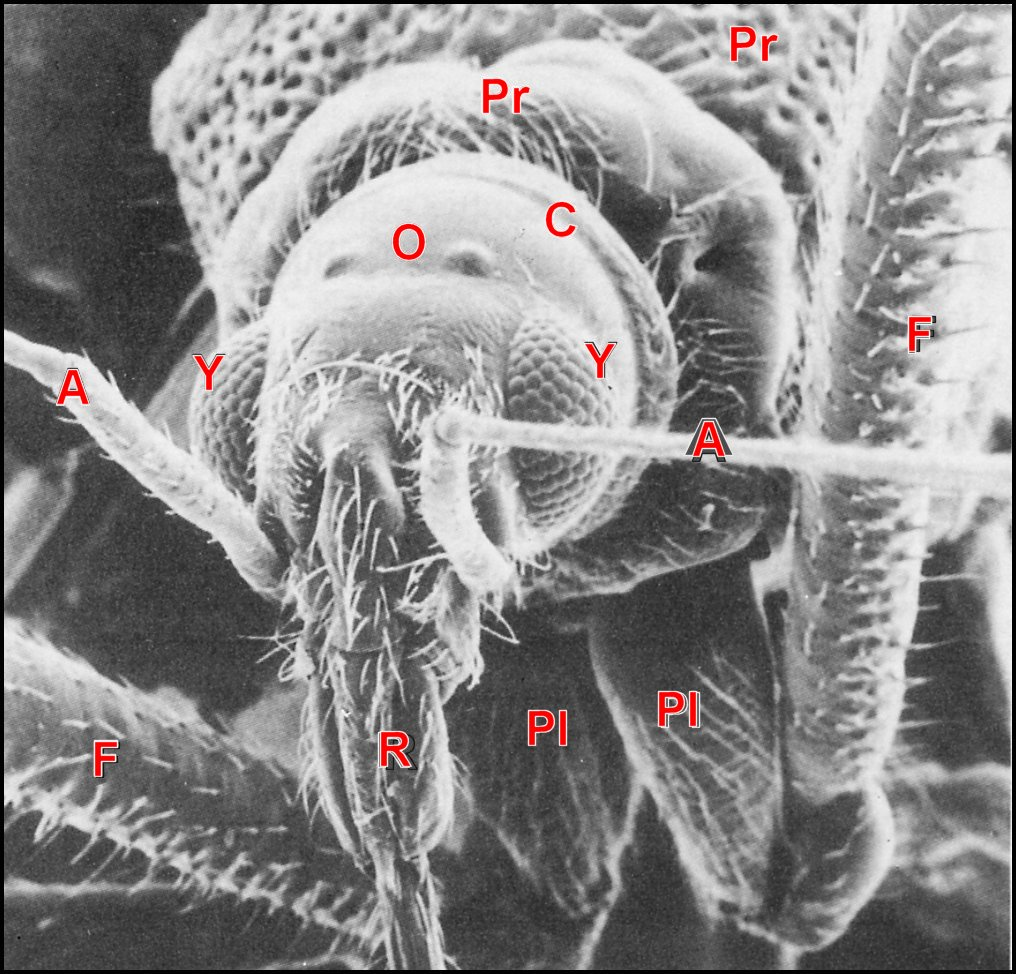
Fig.2 - Vue antérieure ou frontale d'Arachnocoris karukerae M.E.B.

Sur le métasternum, fusionné avec ses pleurites, les orifices excréteurs d’un organe glandulaire sont logés au creux de deux fortes saillies en forme de pavillon ou " auricule " (Fig. 4,5).
Les hémélytres sont rétrécis dans leur moitié proximale, comportent à la base une corie externe sans cuneus individualisé, un clavus ou champ vanal interne et montrent à l’apex une membrane arrondie, pourvue de 7 nervures. Ils sont disposés à plat au repos et sertissent les bords du scutellum par leurs clavi. Les ailes postérieures ont une nervation réduite ; Le hamus, portion basale de la nervure médiane avant  la transverse y fait défaut.
Les pattes sont longues et grêles avec les fémurs de leurs deux premières paires très épineux et les griffes des tarses, modifiées par une adaptation remarquable à l’arachnophilie. 

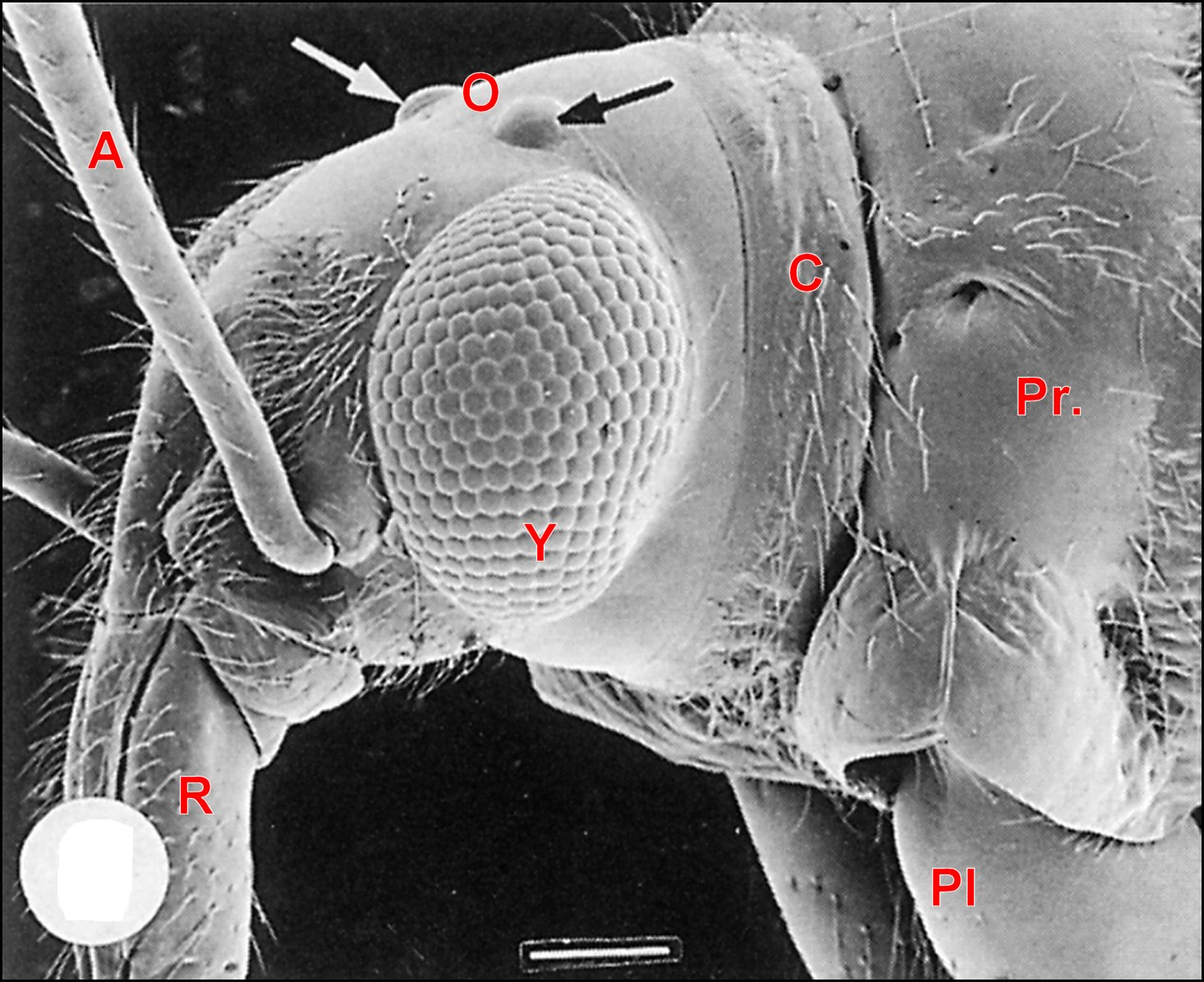
Fig.3 - Vue latérale d'Arachnocoris varius. M.E.B.

L'abdomen est allongé, rétréci dans sa partie antérieure au niveau des deux premiers segments qui ont ainsi l’aspect d’un pédicule, comme chez les Hyménoptères. Sa face dorsale presque plane et  parfois teintée  de rouge est dissimulée par les ailes.
Les stades immatures rappellent étrangement des fourmis par leur profil et leur coloration rougeâtre (Myrmécomorphie ou myrmécoïdie), parfois aposématique (Mercado & Santiago-Blay 2015). 

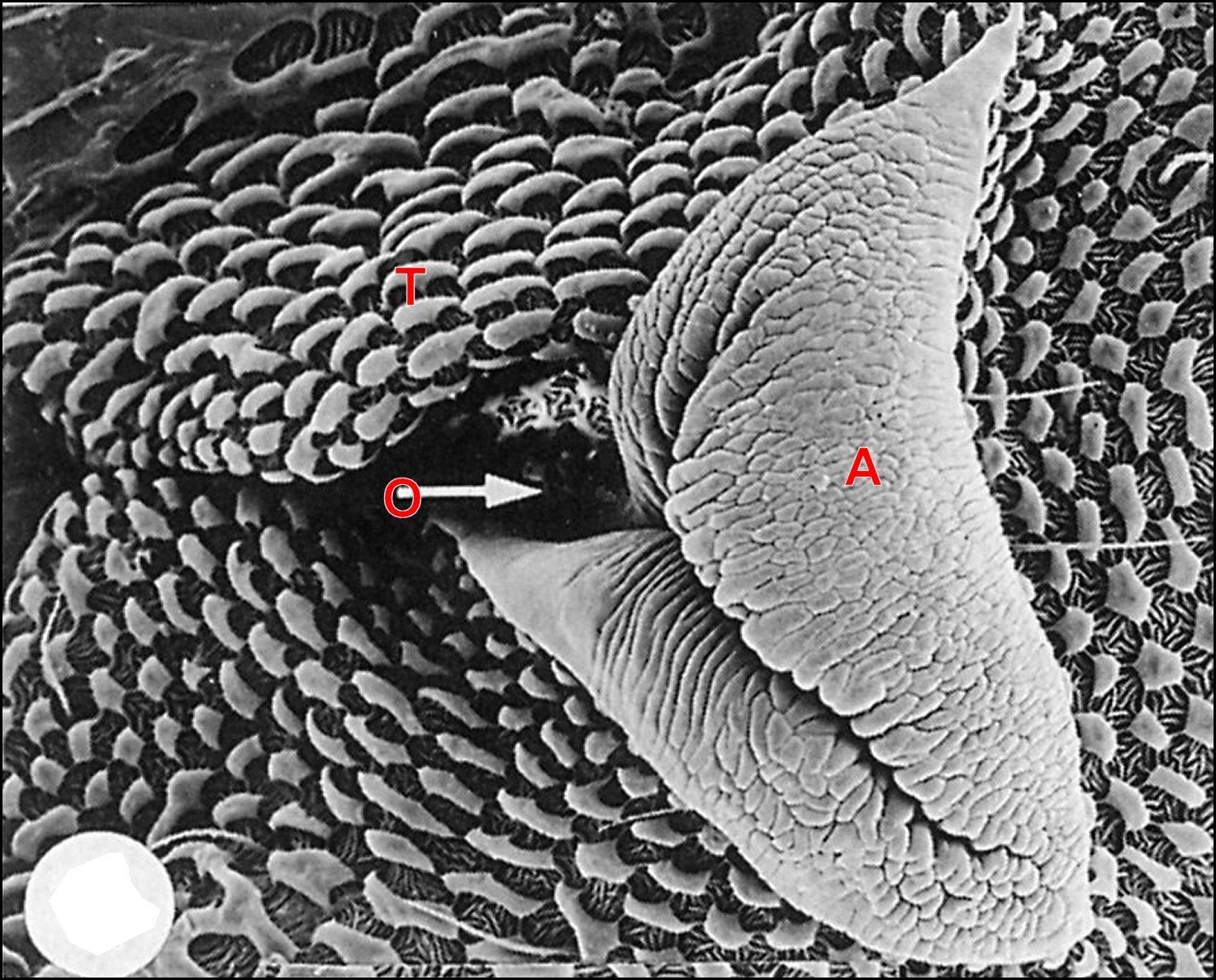
Fig.4 - Arachnocoris varius : orifice d'une glande odorante (flèche, O) et son auricule (A) sur le métathorax (T) d' Arachnocoris varius. M.E.B.

Le dimorphisme sexuel réside essentiellement dans certaines particularités des pattes des mâles : épaississement des fémurs de la deuxième paire ; présence fréquente d’un crochet incurvé sur les trochanters de la troisième paire (Fig .).
La particularité  la plus intéressante est l'adaptation anatomique des pattes à l'arachnophilie (Fig.6 à 8). Elle réside dans des modifications particulières des pattes, surtout des tarses, expliquant l’exclusivité du  mode de vie arachnophile, à tous les stades du cycle vital) comme le soulignent Lopez (1990, 1997,), Mercado et Santiago-Blay (2015).   

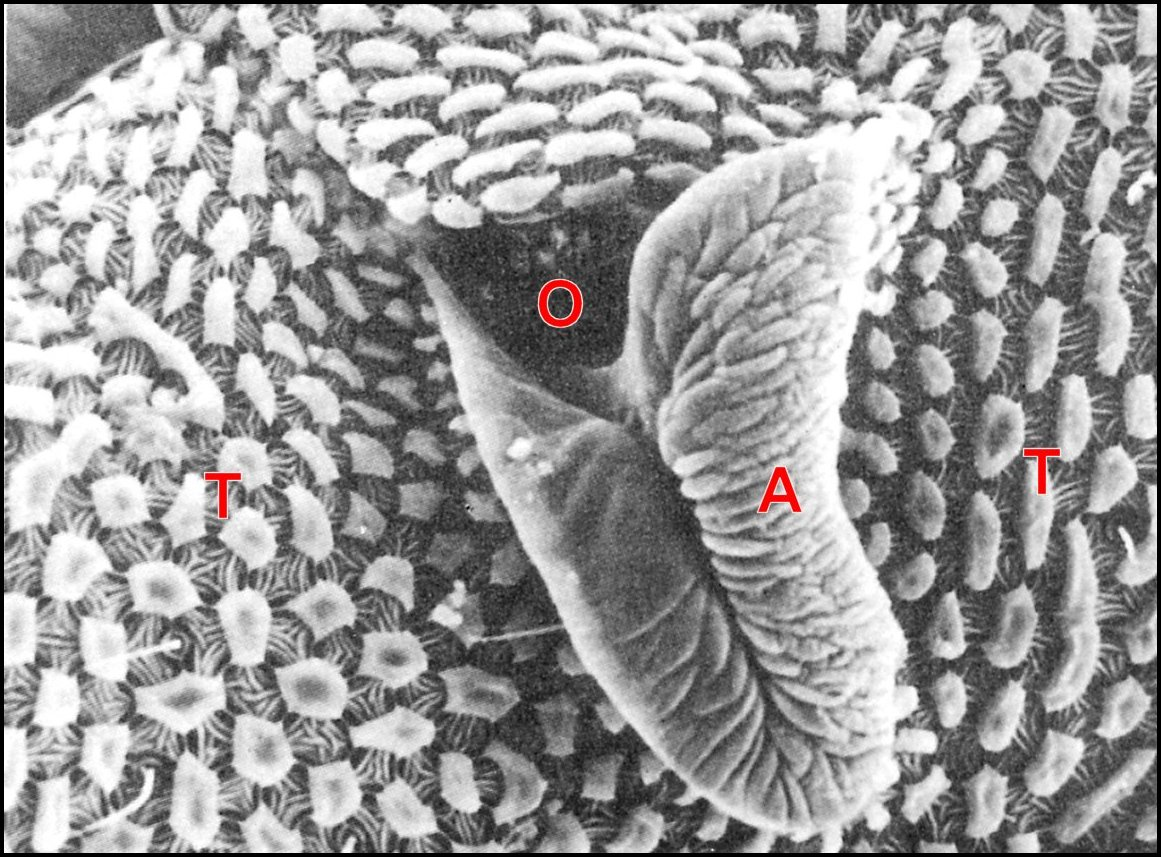
Fig.5 - Arachnocoris karukerae : orifice d'une glande odorante (O) et son auricule (A) sur le métathorax (T). M.E.B.

Les griffes tarsales ont une conformation particulière déjà visible chez la nymphe mais non mentionnée par Miller (1971). Comme l'ont souligné Myers (1925), Bristowe (1941) et Lopez (1984,1990,1997), ce dernier d'après les données de la microscopie électronique à balayage (M.E.B.), elles sont plus courtes que celles des Nabidae typiques, ont une surface interne lisse, paraissent  rétractables indépendamment l'une de l'autre (fig.6 à 8), sont susceptibles d'être étroitement rapprochées du tarse et forment avec lui, se repliant en "lame de canif", une sorte de  "crochet" ("hooking") capable d'emprisonner les fils de l'hôte. De plus, les parempodia sétiformes sont  alignés presque parallèlement aux tarses peut-être pour palper les fils de soie, et il n'existe pas de structures de fixation de surface typiques telles que les coussinets adhésifs tarsaux (pulvilli, arolia) et la fossula spongiosa tibiale (Zhang & al., 2016).  
Les fémurs des deux premières paires (pro et mésofémurs) sont manifestement ravisseurs ("raptorial" en anglais) et  garnis de deux rangées  d’épines ventrales (Fig. 9), inclinées et très acérées, toutes semblables ou de deux longueurs différentes chez Arachnocoris thesauri..  

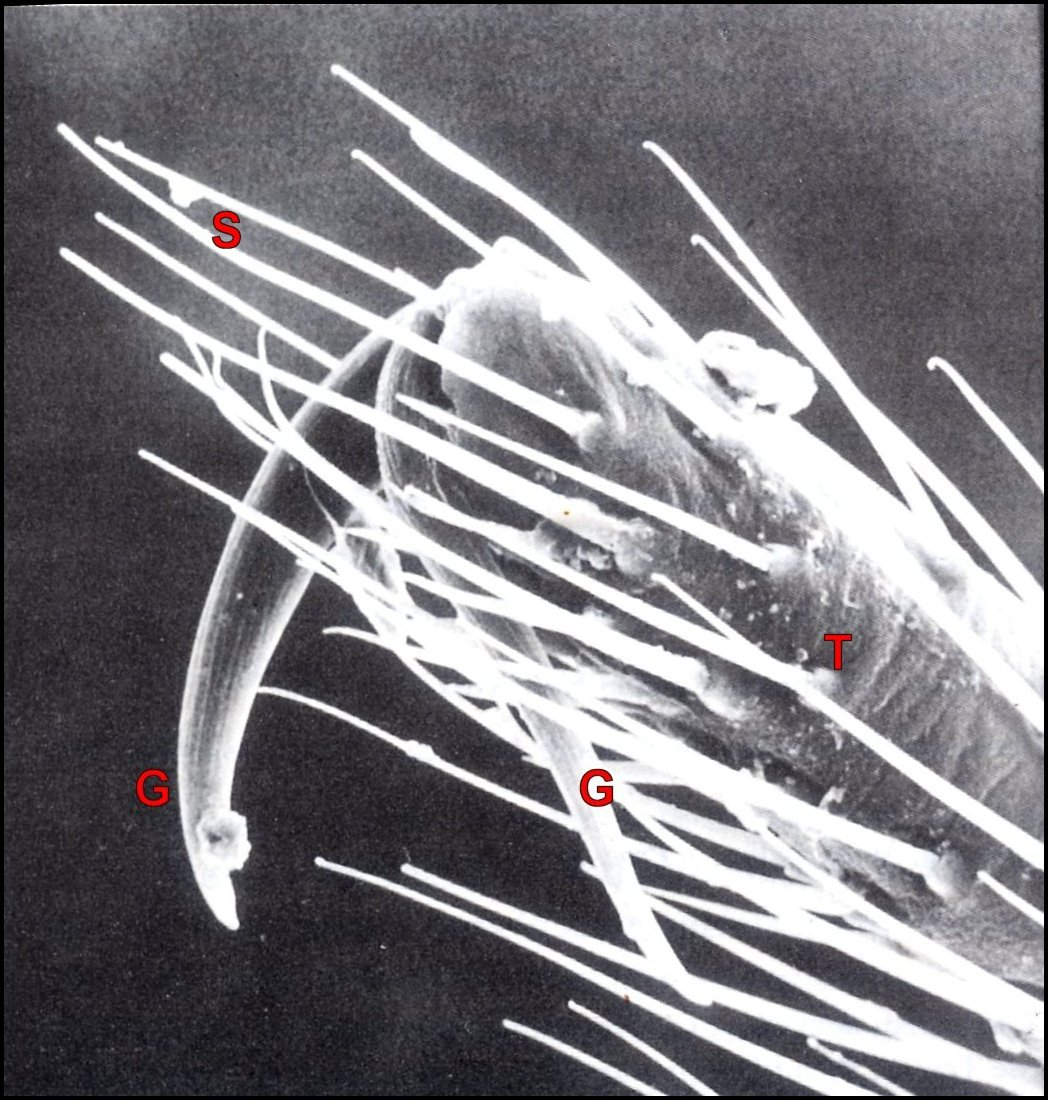
Fig.6 - Griffes d'Arachnocoris karukerae M.E.B.

## Anatomie interne
Le métathorax renferme un appareil glandulaire vraisemblablement odorant et répugnatoire rappelant celui d'autres Hétéroptères (Pentatomidae, Lygaeidae).Découvert par coupes histologiques chez Arachnocoris varius , il est volumineux, complexe, d'un type évolué et se compose de deux grosses glandes latérales à épithélium éosinophile, de leurs canaux excréteurs et d'un vaste réservoir médian. La  sécrétion épithéliale s'accumule dans ce dernier, est émise ensuite par deux canaux évacuateurs (Fig.12)  et diffusée au niveau des pores et de leurs auricules (Fig.4,5) où  semble  exister un dispositif d'occlusion. 

Par ailleurs, il serait intéressant de rechercher les preuves d'une éventuelle insémination traumatique : stigmates tégumentaires ventraux chez la femelle et  présence dans son hémocoele de spermatozoïdes en migration vers les ovocytes.

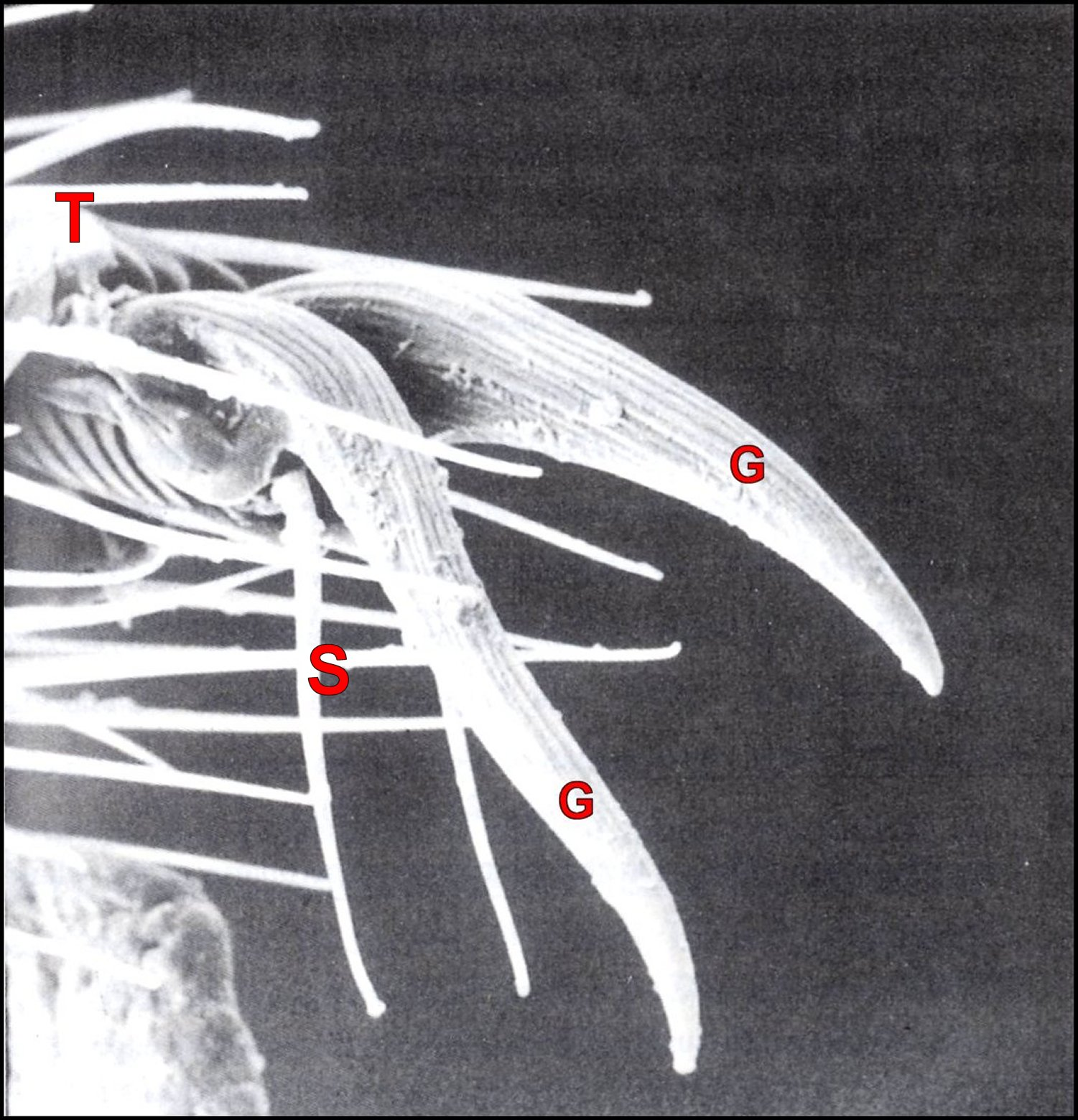
Fig.7 - Autres griffes d'Arachnocoris karukerae. M.E.B.

## Comportement
Les Arachnocoris sont établis dans la toile d'araignée sur la face inférieure de la nappe, du dôme ou parmi les réseaux irréguliers et tridimensionnels maintenant les précédents en place. Ils sont solitaires ou en petit nombre, 3 à 4 maximum. Immobiles ou animés de mouvements très lents, ils adoptent une position inversée, leur face dorsale orientée vers le bas, et suspendus par  les pattes comme Myers (1925) l'avait déjà signalé pour Arachnocoris albomaculatus. 

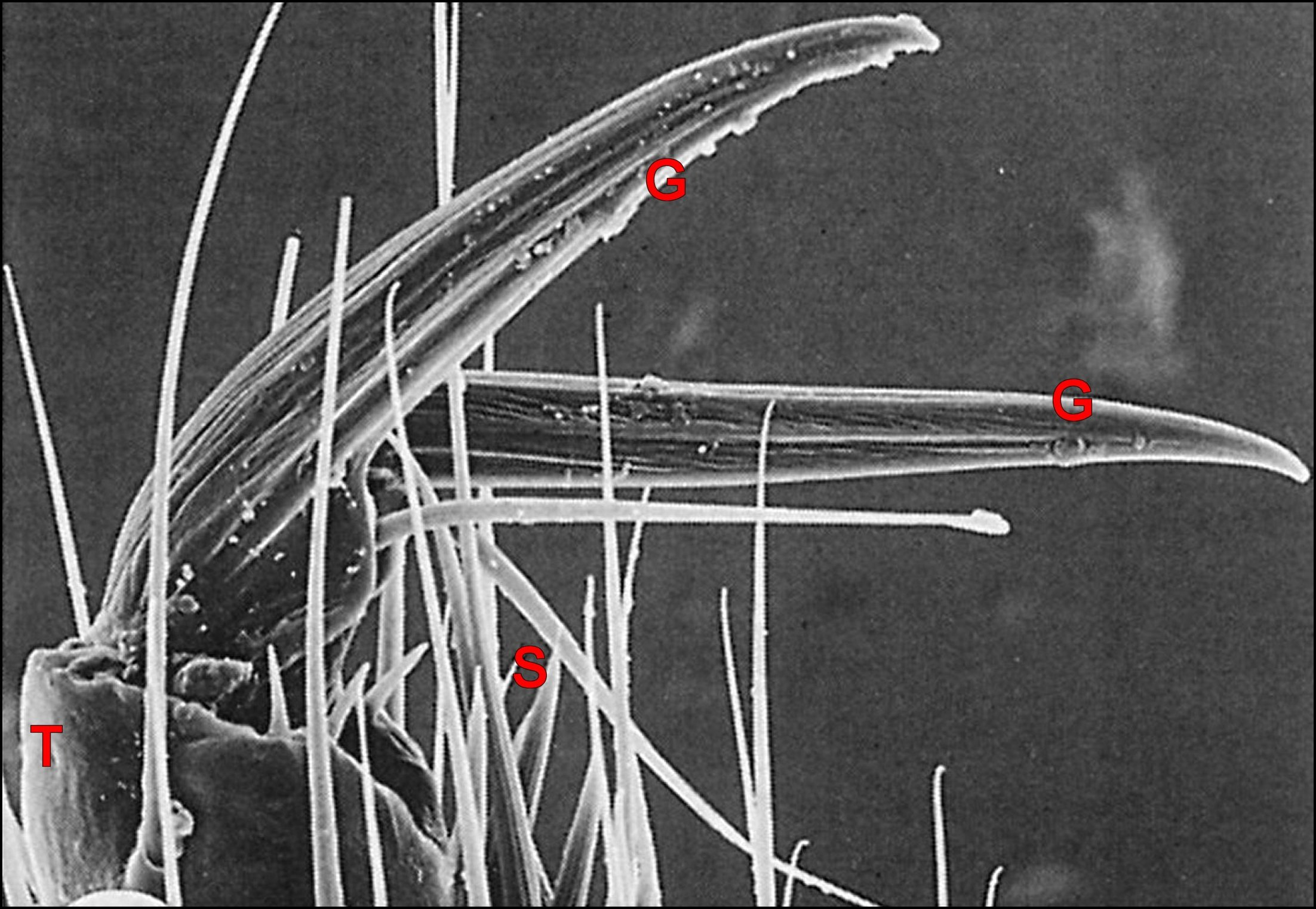
Fig.8 - Griffes d'Arachnocoris varius. M.E.B.

Il n'est pas douteux que ce sont les griffes modifiées qui permettent seules l'inversion en se repliant contre le  tarse, chaque "crochet" ainsi formé emprisonnant un  fil de soie tout au long duquel l'insecte peut ensuite glisser et donc, se déplacer. 
En revanche, les autres hémiptères arachnophiles connus, Plokiophilidae en particulier (Carayon, 1974), Miridae , Anthocoridae, Reduvidae , se déplacent ventre en bas, donc en position érigée, sur des  toiles denses napiformes, et possèdent de longues griffes droites leur permettant d'y faire des "pointes"...

## Moyens de défense et protection
Comme dans le cas des Argyrodes, l’inféodation  aux toiles d’araignées pose le problème des relations avec ces dernières, problème que soulèvent d’ailleurs tous les « inquilins », d’une extrême diversité, connus jusqu’ici  : autres Hémiptères, Diptères, chenilles, papillons adultes, chauves-souris. Ils se reposent sur les édifices soyeux et dérobent de la nourriture à leurs hôtes. Pour s’en garantir, ils doivent passer inaperçus,  se confondre avec des débris inertes, surtout végétaux, retenus par la toile, simuler des Arthropodes différents et le cas échéant, mettre en œuvre une défense active avec la sécrétion éventuelle de glandes odorantes répugnatoires.

## Liste des espèces
Un total de 16 taxons a été inventorié jusqu'ici (2017) par Mercado et al..  A. Lopez, commenté dans le dit article, a décrit trois d'entre eux des Antilles et de la Guyane.  
• Arachnocoris alboannulatus Costa-Lima 1927
• Arachnocoris albomaculatus Scott 1881
• A.berytoides (Uhler) 1894
• A.darlingtoni  Santiago-Blay & Mercado  2016
• Arachnocoris dispar Scott 1881
• A.eberhardi Kerzhner 1990
• .Arachnocoris karukerae Lopez  1990
•  Arachnocoris myersi China, 1946
• Arachnocoris panamensis (Distant 1893)
• A.portoricensis Mercado 2016
• A.setosus Kerzhner 1990
• Arachnocoris simoni Bergroth 1899
• Arachnocoris thesauri Lopez 1997  
• Arachnocoris torquatus Bergroth  1914
• Arachnocoris trinitatis  Bergroth 1916
• Arachnocoris varius Lopez 1997

## Espèces françaises

### Arachnocoris karukerae(Guadeloupe, Martinique?)
Insecte grêle, élancé, subcylindrique, jaune pâle, largement tacheté de brun. Tête lisse, brillante, jaunâtre sur la gula, latéralement et le clypeus, brune à la base et dans une zone trapézoïdale située entre les antennes. Yeux semi-globuleux, bruns ou rougeâtres ; ocelles petits, postérieurs, brun sombre. Antennes grêles, filiformes, à segments bruns et articulations jaunâtres. Rostre de même teintes, à pointe brune. Pronotum montrant un collier étroit, lisse, brun clair, et pubescent, une partie moyenne également lisse, brun foncé avec une dépression centrale et des bords convexes, presque glabre et une partie postérieure vaste, bombée, velue, densément ponctuée-chagrinée, surplombant le mésonotum. Ce dernier est brun, avec des bandes jaunes paramédianes. Le scutellum, également brun, est surmonté de deux fortes soies dressées. Sternum d’un brun-noir brillant comme les pleurites du mésothorax. Les métapleures jaunes présentent au M.E.B. une microsculpture très particulière et une expansion en forme d’ « auricule » entourant l’orifice de la glande odorante juste au-dessus de chaque coxa de patte postérieure (III). Les coxae des pattes antérieures (I) et médianes (II) sont brunes et celles des III jaunâtres, avec une ou deux macules rouges sur leur face antéro-externe. Les trochanters sont bruns et les fémurs marqués d’anneaux également bruns, le distal étant le plus étendu, délimitant trois zones claires sur les pattes I et quatre sur les deux autres paires (II et III) comme l’ont souligné Mercado & al., à titre comparatif avec d’autres espèces. Les fémurs postérieurs (III) sont inermes tandis que les I et II portent des épines noires, alignées sur deux rangées contiguës mais divergentes. Tibias et tarses bruns. Griffes des tarses remarquables pouvant être apprimées contre ces articles. Les hémélytres, assez ternes, n’ont pas d’éclat métallique et atteignent l’extrémité de l’abdomen.Elles ont un clavus brun et une membrane rembrunie au centre et sur son pourtour. La corie est ornée d’une tache rouge suivie d’une macule laiteuse, très apparentes, juste avant l’élargissement. Les ailes postérieures ne sont pas pigmentées mais légèrement irisées. Quant a l’abdomen, il présente une face dorsale jaune clair ou rougeâtre. Sa face ventrale est convexe, jaunâtre, largement tachetée de brun ou de brun-rougeâtre, les taches formant des plages latérales non fusionnées sur la ligne médiane, ou des bandes transversales marbrées de zones plus claires ; les stgmates sont jaunâtres. Dimensions moyennes : longueur totale : 3,6 mm dont 0,4 mm pour la tête, 1,4 mm pour le thorax et 1,8 mm pour l’abdomen. Largeur du lobe pronotal : 0,9 mm. 6 femelles provenant de Guadeloupe, Basse-terre, sylve primaire, près de la « Maison de la Forêt, route de la Traversée (D 23). Sur toiles en nappe de Pholcidae, à la base de gros arbres, entre les contreforts du tronc qui les protégeait (Aout 1983). Il est possible qu’Arachnocoris karukerae habite aussi la Martinique. En effet, A.Lopez y a récolté, 5 ans plus tôt, une nymphe myrmécoïde d’ Arachnocoris en forêt dense (« Trace des Jésuites » (Morne Jacob : Mars 1978), individu examiné par le Pr.Carayon (M.N.H.N.) et considéré comme une espèce nouvelle.
Le nom de cette espèce est dérivé de « Karukera », mot caraïbe désignant la Guadeloupe, « île aux belles eaux ». 

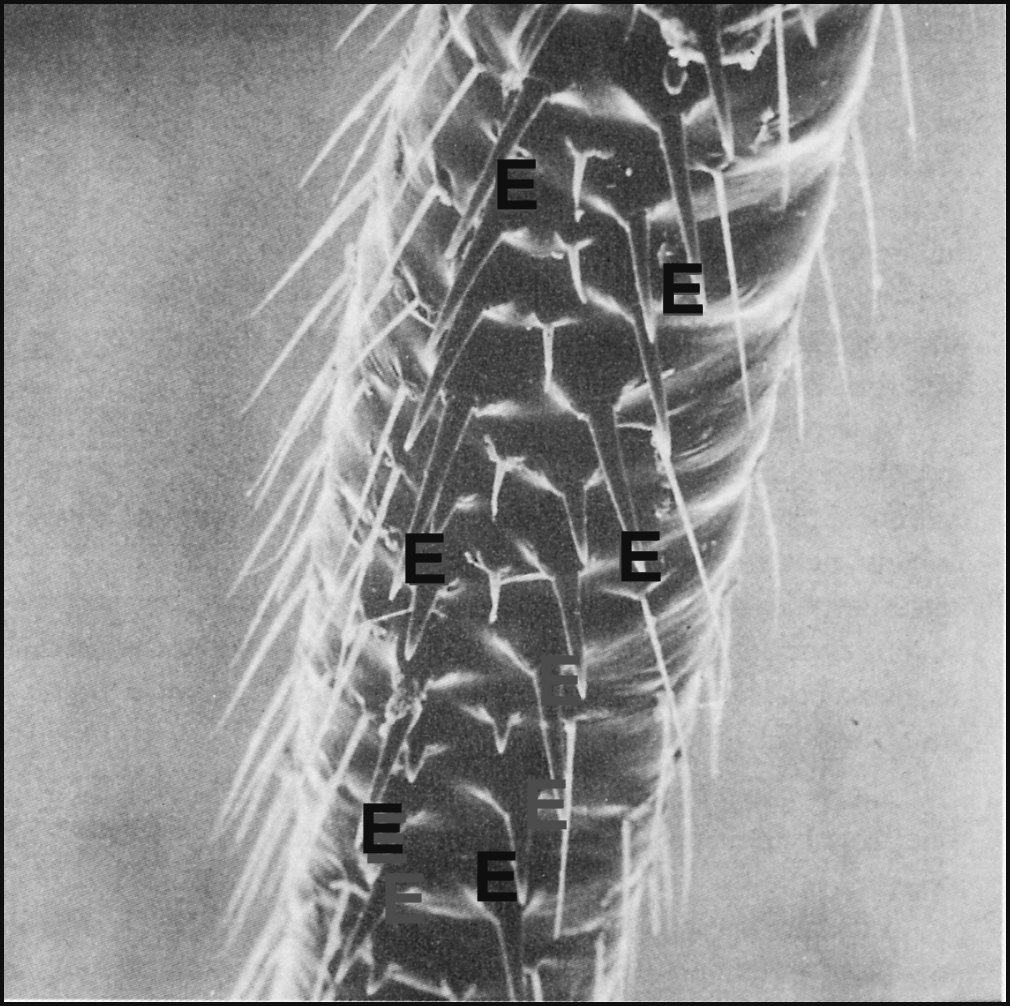
Fig.9 - Arachnocoris karukerae : les deux rangées d'épines (E) sur un deuxième fémur. M.E.B.

### Arachnocoris varius(Guyane)
Insecte étroit, allongé, à dominante brun-noirâtre, avec des taches blanches sur le corps et les ailes. Tête à gula, joues et clypeus jaunâtres ; front et vertex bruns. Grands yeux rougeâtres ; ocelles de même couleur, assez gros et saillants (fig. 3). Antennes brunes, avec le quatrième article à pubescence fine, blanc dans ses deux tiers distaux qui tranchent sur tout le reste de chaque appendice. Rostre brunâtre. Vaste pronotum montrant un collier jaune luisant (fig. 3), une partie moyenne brun jaunâtre et une partie arrière brun foncé, d'aspect chagriné. Scutellum en triangle allongé, brun-foncé presque noir, portant 6 soies inégales, dressées, sur deux files, et un appendice postérieur ou apical oblique, d'un blanc très pur (fig. 3). Propleures et sternum brun-jaunâtre ; mésopleures brun-foncé presque noir, lisses et brillantes. Métapleures jaunâtres, présentant une microsculpture remarquable dans les " zones d'évaporation " et au-dessus de chaque orifice glandulaire, un fort bourrelet auriculiforme (fig. 4) déjà observé et photographié chez l'Arachnocoris karukerae où son aspect est à peu près semblable (LOPEZ, 1990 : f.6 et 7). Pattes à trochanters et coxae brun olivâtre clair, les trochanters III du mâle portant un crochet noir et luisant, de même longueur , s'incurvant vers l'arrière dans l'axe fémoral . Les autres articles des pattes I et II sont entièrement brun foncé tandis que dans les postérieures, la moitié distale du fémur, le tibia et le tarse sont plus clairs, un peu jaunâtres. Les épines des fémurs I et II sont assez courtes, subégales, robustes et inclinées . Grêles et cylindriques chez la femelle, les fémurs II sont renflés et légèrement fusiformes chez le mâle. Hémélytres  sans éclat métallique, à clavus gris et membrane de même couleur, plus claire toutefois en son centre et légèrement irisée. Corie tripartite montrant une zone proximale translucide allongée (" fenêtre "), une zone médiane rectangulaire d'un brun foncé presque noir et surtout, une zone distale triangulaire blanc laiteux et opaque. Ailes métathoraciques  hyalines, légèrement irisées, brunies à l'apex et dans les deux cellules supéro-externes qu'encadrent des nervures plus foncées. Les deux premiers segments abdominaux sont rétrécis en pétiole; le 4ème est le plus large; le 6ème porte chez le mâle une " selle " transversale dentelée aux extrémités. Leur face inférieure est lisse, convexe, luisante, brun-olivâtre, avec des aires stigmatiques bombées, blanc jaunâtre, un liséré postérieur de même teinte et vire au brun foncé presque noir dans les deux segments postérieurs. Vers l'avant, la face supérieure est teintée de rouge, visible à travers les fenêtres des deux hémélytres. Dimensions : longueur totale : 5 mm dont 3 pour l'abdomen. 4 mâles ; 8 femelles. 
Cette espèce est ainsi nommée en raison de son aspect bigarré remarquable (Lopez,1997)

### Arachnocoris thesauri(Guyane)
Trouvé sur l'une des toiles qui hébergeait aussi Arachnocoris varius, il n'est connu que par une femelle.
Insecte étroit, allongé, à dominante brun-rougeâtre clair, sans taches blanches sur le corps et les ailes. Tête à gula, joues, clypeus et vertex jaunâtres; deux petits traits bruns obliques et divergents sur le front. Yeux rougeâtres comme les deux ocelles entre lesquels se dresse une longue soie, et qui sont plus petits, moins saillants que chez la première espèce. Antennes brunes, avec le quatrième segment blanc dans sa moitié proximale. Rostre brun, plus foncé à l'apex. Vaste pronotum brun-jaunâtre, avec le collier plus clair, garni en arrière d'une pilosité courte, serrée, et portant en avant 3 longues soies dressées au-dessus de chaque coxa antérieure. Mesonotum jaunâtre avec un scutellum brun, rebordé et montrant 6 grands poils noirs sur deux files qui convergent vers son apex postérieur, ce dernier dépourvu d'appendice. Propleura et sternum jaunâtres ; meso, métapleura et sterna brun-rougeâtre clair. Orifices glandulaires métépistemaux à auricules concolores, peu saillants et de ce fait moins visibles que chez la première espèce. .Pattes brun foncé, luisantes, non annelées, montrant une tache rouge vif sur la face supérieure de tous leurs fémurs, juste avant l' articulation tibiale. Les épines des fémurs X et II sont de deux tailles différentes: les unes courtes, par groupes de 2 à 4 ; les autres deux à trois fois plus longues, isolées, alternant avec les précédents (fig.11). Hémélytres  à clavus gris-brun foncé; corie plus claire, sans tache blanche, mais ornée d'une macule en triangle allongé rougeâtre, devenant brun foncé à sa pointe. Membrane gris-brun, éclaircie au centre et sur ses bords, interne et externe, où sont ainsi formées deux lunules symétriques, presque translucides, semblant échancrer l'hérnélytre. Aile métathoraciques uniformes , transparentes et irisées. La face ventrale de l'abdomen est modérément convexe, luisante, brune dans son tiers antérieur et brun rougeâtre dans ses deux tiers postérieurs. Les segments n'ont pas de marge postérieure claire; ils montrent des saillies stigmatiques jaunâtres. La face dorsale est bun jaune, nuancée de rouge latéralement. Dimensions longueur totale: 5 mm, dont 3 pour l'abdomen. 1 femelle adulte . Mâle inconnu. 
Cette espèce a été ainsi nommée d'après le  "Placer Trésor" tout proche (montagnes de Kaw, commune de Roura).

## Bibliographie

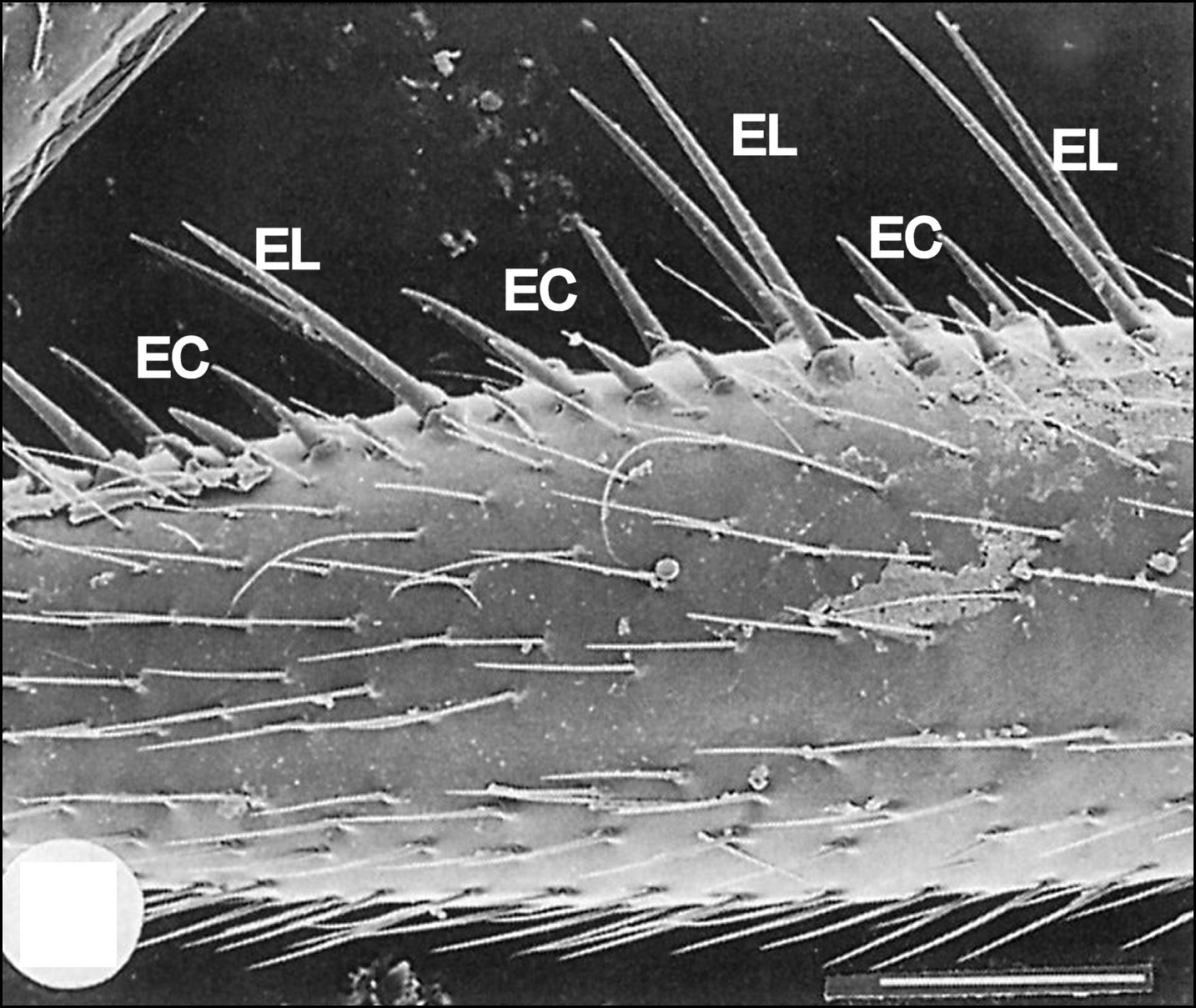
Fig.11- Arachnocoris thesauri : épines de deux longueurs différentes, longues (EL) et courtes (EC) sur un deuxième fémur. M.E.B.

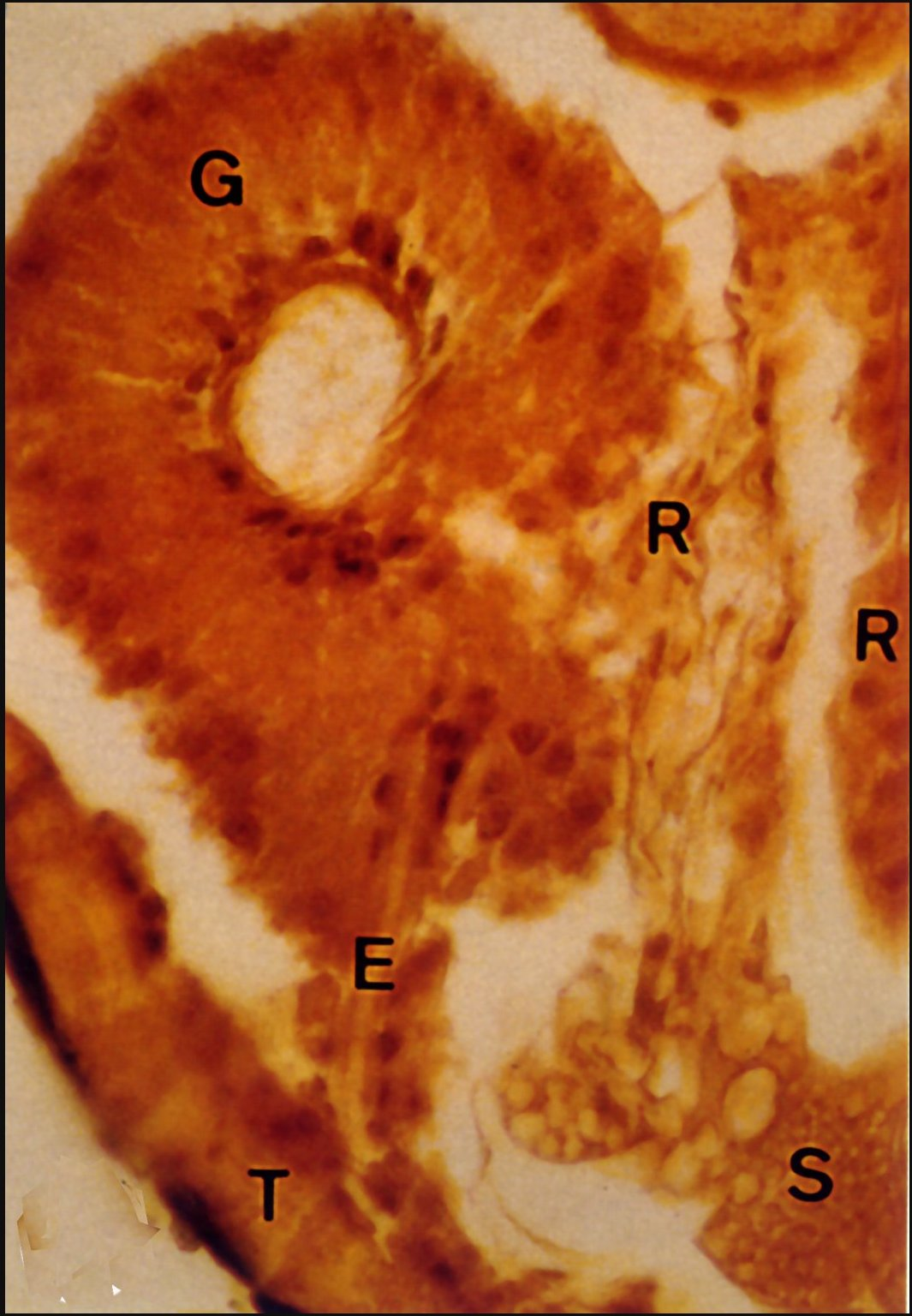
Fig.12 - Appareil glandulaire d'Arachnocoris varius, coupe histologique. L'une des deux glandes odorantes (G), son canal excréteur (E) et le réservoir commun (R). S, sécrétion - T, tégument ventral.